# Elachertus multidentatus
Elachertus multidentatus är en stekelart som först beskrevs av Girault 1917.  Elachertus multidentatus ingår i släktet Elachertus och familjen finglanssteklar. Inga underarter finns listade i Catalogue of Life.